# تازه‌کند، شابران
تازه‌کند (به لاتین: Təzəkənd، از ۲۱ دسامبر ۲۰۱۰ دَوَه‌چی Dəvəçi) یک منطقهٔ مسکونی در جمهوری آذربایجان است که در شابران واقع شده‌است.